# Digitální učební materiály
Digitální učební materiály (ve zkratce DUM) jsou pracovní listy, prezentace, testy, videa, zvukové ukázky, animace, simulace, křížovky, hry, hodnocení, laboratorní protokoly, přípravy na hodinu a další materiály, které je možné využít přímo ve výuce jednotlivých vzdělávacích oblastí. Dokumenty jsou tvořeny učiteli a následně sdíleny přes nejrůznější webové portály. Slovo „digitální“ tedy neznamená, že je k jejich použití vždy nutný počítač, ale fakt, že jsou volně dostupné v elektronické podobě.